# Каменный крабоид
Каменный крабоид (лат. Dermaturus mandtii) — вид ракообразных из семейства Hapalogastridae инфраотряда неполнохвостых (Anomura). Единственный вид в роде Dermaturus. Обладает внешним сходством с крабами (Brachyura), но легко отличим по редуцированной пятой паре ходильных ног. Длина карапакса равна ширине и достигает 2,3 см. Обитает в северной части Тихого океана от севера Японского моря до Берингова моря и города Ситка на глубине от 0 до 70 м. Донное животное. Безвреден для человека, не имеет промыслового значения. Охранный статус не определён.